# پارک سو هام
پارک گیونگ بوک (کره‌ای: 박경복؛ زادهٔ ۲۸ اکتبر ۱۹۹۳) که به‌طور حرفه‌ای با نام پارک سو هام (박서함) شناخته می‌شود، بازیگر، خواننده سابق و رپر اهل کره جنوبی است. او عضو گروه کی‌ان‌کی بوده است.